# Ballon de rugby à XV
Pour les articles homonymes, voir Ballon de rugby.

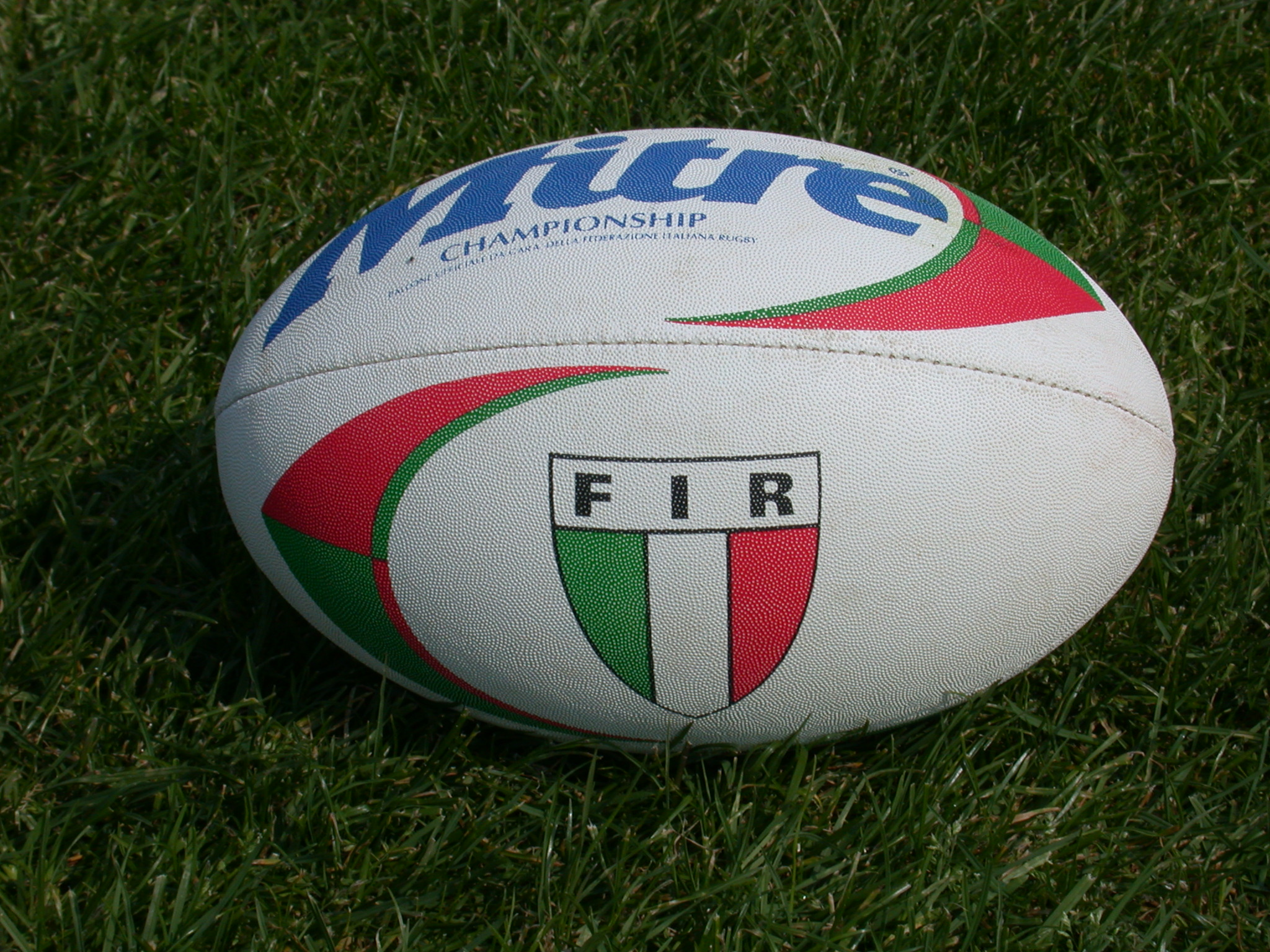
Ballon de rugby à XV Mitre de la Fédération italienne de rugby à XV

La règle no 2 de World Rugby définit le ballon de rugby à XV comme devant être « ovale  et composé de quatre panneaux ».

## Histoire
C’est William Gilbert (en) (1799–1877), qui donne son nom à une célèbre marque d’équipements de rugby à XV, qui serait l’inventeur du ballon de rugby. L'emploi du conditionnel est de mise puisqu'il n'existe aucune source vérifiable et qu'à l'époque les fabricants font tous dans le football ; mais le fait que ce cordonnier officie dans la célèbre ville de Rugby donne quelque crédibilité à cette version de l'histoire, savamment entretenue par la firme Gilbert elle-même.
Il opère dans une petite échoppe située au 19, High Street, reprise plus tard par Harry Gray et qui existe toujours.
Quand en 1823, William Webb Ellis s’empara, selon la légende, du ballon à la main et créa ainsi le rugby, c’est donc vraisemblablement un ballon de William Gilbert qu’il saisit. Ce ballon est fait de vessies de porc (en) fraîches (anatomiquement ovoïdes) recouvertes d'une enveloppe de cuir faite de quatre panneaux ovoïdes.

## Évolution de la forme

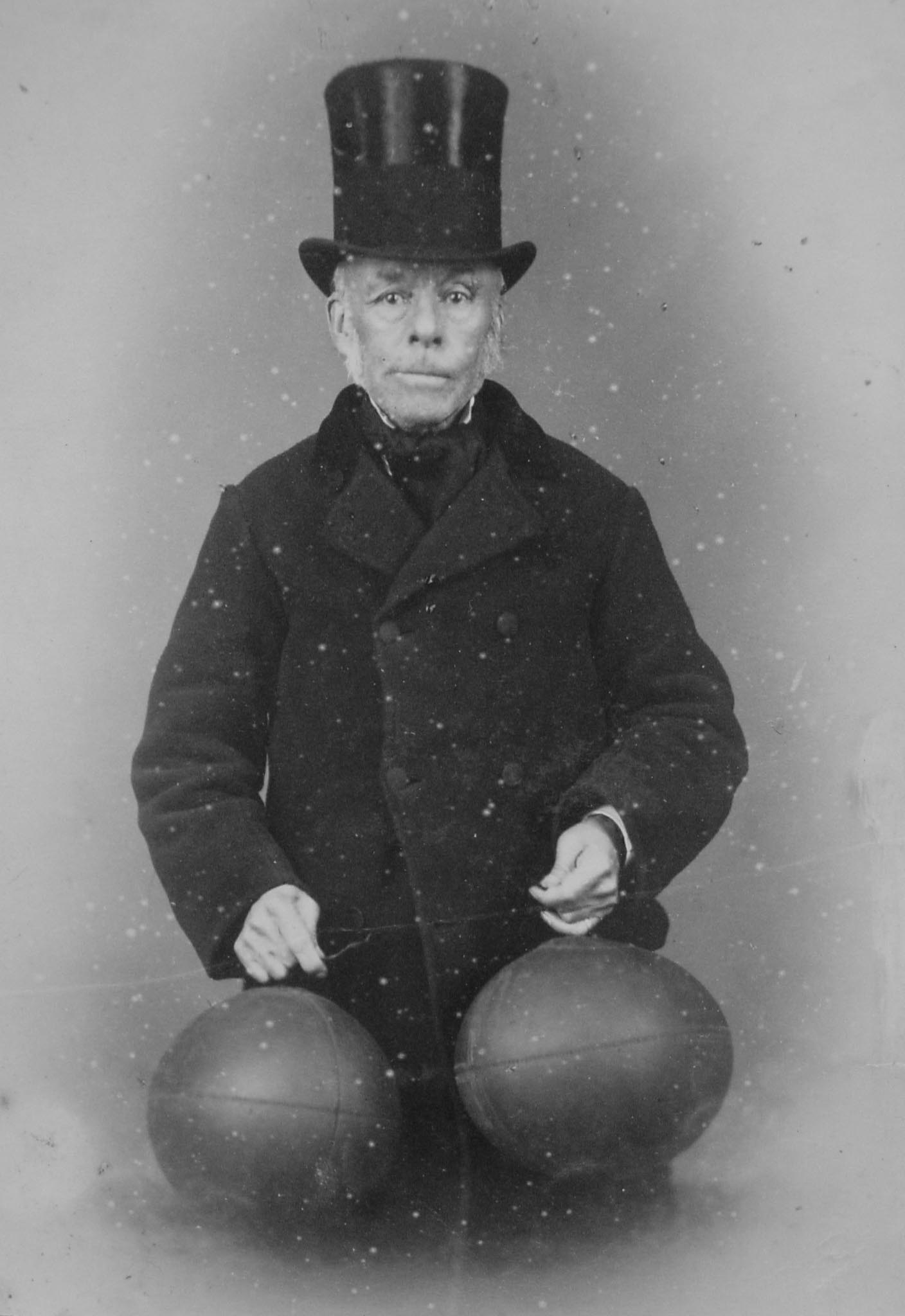
Richard Lindon (en 1880), inventeur du ballon de rugby en vessie de caoutchouc.

Les premiers ballons de rugby sont donc plus ronds qu’ovales puisqu'ils sont au départ fait pour le football. D’ailleurs, en 1871, dans les premières règles de la Rugby Football Union, il n’est pas fait mention de la forme que doit avoir le ballon.
Ces premiers ballons sont très résistants et leur réputation dépasse largement les murs de la ville à tel point qu’en 1851 et 1862, Gilbert remporte des médailles à l’Exposition universelle de Londres. À la demande des étudiants, il conçoit des ballons de plus en plus ovales, forme mieux adaptée au rugby : la balle est ainsi plus facile à attraper, à tenir en courant, et elle ne roule pas facilement, ce qui l'empêche de sortir trop souvent du terrain. Quand William Gilbert meurt en 1877 et que son neveu James Gilbert lui succède. La fabrique produit déjà 2 800 ballons par an.
Mais ce ballon en cuir à base de vessies de porc est très tôt concurrencé par le caoutchouc. C’est Richard Lindon (en), cordonnier concurrent de Gilbert, qui invente vers 1862 la vessie en caoutchouc qui se gonfle avec une pompe à air, donnant la forme ovale quasi standardisée du ballon de rugby grâce au caoutchouc extensible. Cette invention non brevetée permet la production industrielle de ce ballon sans contaminer les ouvriers chargés de gonfler à la bouche les vessies issues de porcs malades (la femme de Lindon souffrit de ce problème avant l'invention de son mari). Elle est reprise et améliorée par Gilbert mais aussi par Charles Macintosh and Company, partenaire de Lindon,.
En 1892, le ballon de rugby a enfin une forme fixe : il mesure alors de 11 à 11 pouces ¼ (1 pouce = 25,4 mm, soit de 279 à 286 mm) de long, 30 à 31 pouces de grand périmètre (de  762 à 787 mm), 25 ½ à 26 pouces (de 648 à 660 mm) de petit périmètre. Son poids est de 14 onces ½ (1 once = 28,35 g, soit 411 g environ).
Ces dimensions perdureront jusqu’en 1931, où, à l’initiative de l'amiral Sir Percy Royds (en) qui souhaite faciliter le jeu à la main, le ballon s’allonge. Pour cela, le petit périmètre (comprendre le périmètre du ballon en son centre) est réduit de 25 pouces ½ à 24.
Pendant plusieurs décennies c’est le statu quo qui domine ; le ballon en cuir est lisse et donc glissant ; de plus, lorsqu’il pleut il se gorge d’eau, augmentant ainsi considérablement son poids. Enfin, il se déforme assez facilement.
L’avènement du ballon synthétique dans les années 1990 va donc révolutionner le rugby : diminution du nombre de fautes de mains d’où augmentation des temps de jeu ; plus grande fiabilité du jeu au pied, d’où transformation des stratégies de jeu avec la prime au jeu au pied. Pour à nouveau inciter les équipes à marquer des essais plutôt que de tenter des pénalités, l’IRB fit passer l’essai de 4 à 5 points en 1992.
Depuis cette époque, l’arrivée de nouveaux fabricants, couplée à la création de nouvelles compétitions (Coupe du monde de rugby à XV, Coupe d'Europe, Super 15, Tri-nations), ont permis une « course à l’innovation » du ballon de rugby. Ainsi, le ballon officiel de la Coupe du monde de rugby 2003 (Gilbert), aurait fait gagner 20 % de précision dans les tentatives de tirs au but alors que son aérodynamisme et sa composition amélioraient la longueur du coup de pied de 1,80 m.

## Caractéristiques
La règle no 2 de World Rugby spécifie, outre la forme : 
- Dimensions :
  - Longueur du grand axe : 280 à 300 mm
  - Circonférence (d’une extrémité à l’autre) : 740 à 770 mm
  - Petit périmètre :  580 à 620 mm
- Masse : 410 à 460 grammes
- Pression : de 65,71 à 68,75 kilopascals

- Matériaux : cuir ou matériaux synthétiques similaires. Le matériau peut être traité pour rendre le ballon résistant à l’eau et plus facile à tenir en main.

- Tailles : Ces ballons sont désignés comme ayant une taille 5. World Rugby admet également l’existence d’autres ballons de taille plus petite pour les catégories d’âge.
  - Taille 4 : ballon destiné aux féminines et aux moins de 12 ans.
  - Taille 3 : ballon destiné aux enfants de moins de 10 ans.
  - Taille 1-2 : mini-ballon de décoration non destiné au jeu.

## Fabricants
Adidas : La marque aux trois bandes équipe en ballons les clubs qu’elle habille ; Ainsi les All Blacks ou le Stade français Paris jouent avec des ballons Adidas, mais elle équipe aussi la H Cup, compétition qu'elle sponsorise[réf. nécessaire].

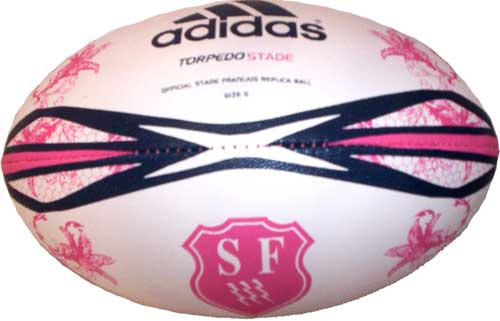
Ballon de rugby du Stade français Paris

Gilbert :  Le précurseur a réussi à conserver sa place dominante et reste la  marque référence. Elle équipe de nombreux clubs professionnels et équipes nationales (France, Angleterre, Écosse, Afrique du Sud, Argentine, Australie, Irlande, USA, Bayonne, Biarritz, Clermont, Cardiff, Leicester, Leinster, Racing…)
Summit : Marque australienne créée en 1991, d’abord spécialisée dans le football, elle se diversifie ensuite à plusieurs sports dont le rugby et devient un temps le fournisseurs des Wallabies, l’équipe nationale australienne, avant d’être détrônée par Gilbert.
Rhino : Marque britannique équipant la ligue celte PRO12 depuis 2011, contrat renouvelé jusqu'en 2019.
Webb Ellis : Lancé en 2003 à Rugby, là où tout a commencé, la marque s’est rapidement imposée en remportant le marché de la H Cup et de la Fédération galloise de rugby (WRU)[réf. nécessaire].
Il existe d’autres marques comme BeRugBe, Eden Park , Kipsta, Mitre, Proact, Puma, Ruckfield ou French Flair.

## Innovations
Aujourd’hui les ballons sont généralement fabriqués de la façon suivante :
- Enveloppe extérieure : Généralement fait de caoutchouc. Il est couvert de picots, appelé grip, favorisant l’adhérence du ballon dans la main et diminuant la trainée lors des longues passes.

- Composant du ballon : Combinaison de couches poly-coton additionnées de polymères pour favoriser la constance de la forme, le rebond et gagner en distance.

- Assemblage : Il se fait avec un fil polyester très résistant et raide pour éviter que le ballon ne se déforme.

La dernière innovation en date est signée Summit avec son Dual Valve : au lieu de n’avoir qu’une seule valve pour gonfler le ballon (situé au-dessus du ballon), Summit a eu l’idée de placer deux valves à chaque extrémité du ballon qui lui confère, selon le fabricant, un équilibrage parfait et une centralisation des masses.
Toujours selon Summit, la distance sur un coup de pied est améliorée de 14 %.

## Compétitions
Quelles marques sont utilisées pour quelles compétitions importantes :
- Coupe d'Europe : Adidas

- Coupe du monde :
  - 1987 : Mitre
  - 1991 : Adidas
  - 1995 : Gilbert
  - 1999 : Gilbert
  - 2003 : Gilbert
  - 2007 : Gilbert
  - 2011 : Gilbert
  - 2015 : Gilbert
  - 2019 : Gilbert
  - 2023 : Gilbert
- Super 15 : Gilbert

## Produits dérivés
Aujourd’hui, le ballon de rugby déborde très largement le cadre de son utilisation première et sert de support à de nombreux produits dérivés.
Outre les ballons replica, les ballons en cuir reviennent en force mais cette fois-ci comme objet décoratif pour les nostalgiques.
Le ballon de rugby est aussi devenu balle anti-stress, support publicitaire, mini-ballon pour les collectionneurs, hochet pour les bébés et même dans des tables basses.
On retrouve aussi le ballon de rugby en finition des appuie-têtes des Peugeot 106, 206 et 306 dans leur édition Eden Park et RWC.